# Unité urbaine de Pinon
L'unité urbaine de Pinon est une unité urbaine française centrée sur Pinon, commune du département de l'Aisne.

## Situation géographique
L'unité urbaine de Pinon est située dans le centre du département de l'Aisne, dans les arrondissements de Laon et de Soissons. Elle est située à l'ouest de la région Grand Est et au nord de l'Île-de-France, dans la région des Hauts-de-France.
Elle est située à 15 km de Soissons, l'une des sous-préfectures de l'Aisne, à 16 km de Laon, préfecture du département de l'Aisne.

## Données générales
En 2020, selon l'INSEE, l'unité urbaine de Pinon est composée de deux communes, toutes situées dans le département de l'Aisne, plus précisément dans l'arrondissement de Laon.
En 2022, avec 4 160 habitants, elle constitue la douzième unité urbaine du département de l'Aisne, se classant loin après les unités urbaines de Saint-Quentin (1er rang départemental) et de Soissons (2e rang départemental) et de Laon (3e rang départemental). Elle est la deuxième petite unité urbaine du département, derrière celle de Guise et celle de taille moyenne de Bohain-en-Vermandois, mais elle devance celle de Vervins et de Saint-Michel dans le département de l'Aisne.
En 2022, sa densité de population qui s'élève à 143 hab/km2 en fait une unité urbaine densément peuplée mais nettement moins élevée que celles de Saint-Quentin (1 281 hab/km2) et de Soissons (766 hab/km2).
Le 1er janvier 2019, la commune d'Anizy-le-Château, membre de l'unité urbaine en 2010, fusionne avec Faucoucourt et Lizy, pour former la commune d'Anizy-le-Grand qui demeure membre de l'unité urbaine définie en 2010.
L'unité urbaine de Pinon ne fait partie d'aucune aire urbaine.

## Délimitation de l'unité urbaine de 2020
En 2020, l'INSEE a procédé à une révision des délimitations des unités urbaines de la France ; celle de Pinon a conservé son périmètre de 2010. Lors de la précédente révision en 2010, elle n'a reçu aucune modification par rapport zonage de 1999 et compte deux communes urbaines.

### Liste des communes
La liste ci-dessous comporte les communes appartenant à l'unité urbaine de Pinon selon la nouvelle délimitation de 2020 et sa population municipale en 2022 :
| Code Insee | Nom            | Type         | Superficie (km2) | Population (hab.) | Densité (hab./km2) |
| ---------- | -------------- | ------------ | ---------------- | ----------------- | ------------------ |
| 02018      | Anizy-le-Grand | Banlieue     | 20,57            | 2 510             | 122                |
| 02602      | Pinon          | Ville-centre | 9,48             | 1 650             | 174,1              |

## Évolution démographique
L'unité urbaine de Pinon affiche une évolution démographique contrastée. Après avoir atteint son maximum démographique en 1982, où elle atteint les 4 286 habitants, elle connait une baisse de population avec 4 094 habitants en 1999. L'unité urbaine connait une nouvelle croissance de population depuis ce recensement avec 4 298 habitants en 2017.
| 1968  | 1975  | 1982  | 1990  | 1999  | 2007  | 2012  | 2017  |
| ----- | ----- | ----- | ----- | ----- | ----- | ----- | ----- |
| 4 006 | 4 117 | 4 286 | 4 108 | 4 094 | 4 178 | 4 316 | 4 298 |